# Italo Signorini
Italo Signorini (Roma, 26 gennaio 1935 – Roma, 3 maggio 1994) è stato un antropologo italiano.

## Biografia
Si è laureato in Giurisprudenza a Palermo il 9 marzo 1959.
Si è iscritto alla Scuola di Perfezionamento in Scienze Etnologiche il 31/12/1959, seguendo corsi di Antropogeografia (R. Ruianni?), Antropologia (G. Gennari?), Civiltà indigene dell'America (Tentori), Etnologia (Grottanelli), Paletnologia (Luigi Garavini?), Religioni dei popoli primitivi (Ernesto de Martino, Vittorio Lanternari), ottenendo il diploma nel 1965.
È stato nominato Assistente Volontario presso la cattedra di Etnologia della Facoltà di Lettere dell'Università di Roma il 1º novembre 1964 e, presso la stessa cattedra, Assistente Incaricato il 1º novembre 1967 e Assistente Ordinario il 16 maggio 1969.
Ha ottenuto la Libera Docenza, poi confermata, in Civiltà Indigene dell'America il 2 agosto 1971.
Per l'anno accademico 1969-1970 la Facoltà di lettere dell'Università di Genova gli conferiva l'incarico di insegnamento di Storia e Civiltà Precolombiane d'America.
Nell'anno accademico 1970-1971 la Facoltà di Lettere dell'Università di Roma gli affidava l'incarico d'insegnamento di Civiltà Indigene dell'America, mantenuto fino all'anno accademico 1979-1980 in qualità di stabilizzato.
Nell'anno accademico 1973-1974 otteneva l'incarico di Etnologia presso la stessa Facoltà di Lettere dell'Università di Roma, incarico che teneva fino al 31/10/1980.
Dal 1º novembre 1980 è stato Professore Ordinario di Etnologia presso la Facoltà di lettere dell'Università “La Sapienza” di Roma.
È stato direttore dell'Istituto di Etnologia di detta Facoltà dal novembre 1981 al maggio 1983, data in cui si è avuta la dipartimentalizzazione dell'Istituto in questione.
È stato nominato direttore del Dipartimento di Studi Glottoantropologici dell'Università di Roma per il triennio 1992/94.
È stato professore invitato (dal 12/6/1984) e quindi professore aggregato (dal 1/4/1987) per i corsi di Etnologia fondamentale ed Etnologia speciale presso la Pontificia Università Urbaniana.
Il 4/12/1994 gli è stato assegnato il “Premio G. Cocchiara”, per un'opera inedita sulla medicina huave.

## Missioni ed attività scientifiche
È stato segretario generale del XL Congresso Internazionale degli Americanisti tenutosi a Roma e Genova, 3-10/9/1972 e da allora membro del Comitato Permanente dell'International Congress of Americanists.
Nel 1962, 1964, 1965, 1968 ha fatto parte della Missione Archeologica Italiana in Perù, diretta dal Prof. Pellegrino Claudio Sestieri e operante a Cajamarquilla.
Nel 1969, 1970, 1973, 1974-1975 ha condotto ricerche sul terreno tra gli Nzema del Ghana nel quadro delle attività dirette dal prof. Vinigi L. Grottanelli.
Dal 1973 ha diretto la Missione Etnologica Italiana in Messico, che ha operato con campagne di ricerca annuali tra i Huave dell'Istmo di Tehuantepec e, dal 1980, anche tra i Nahua della Sierra di Puebla.
È stato direttore di una ricerca interuniversitaria, svolta a partire dal 1983 nel Sannio beneventano, diretta allo studio delle locali concezioni relative al corpo, alla salute e alla malattia.
Ha inoltre diretto una ricerca rivolta all'analisi dei documenti di archivio riguardanti la politica di evangelizzazione seguita nel periodo compreso tra il XVI e il XVIII sec. nelle diocesi di Puebla e Tlaxcala (Messico).
Ha collaborato alla revisione e alla stesura delle voci etnologiche del Lessico Universale Italiano, dell'Istituto della Enciclopedia Italiana.
È stato condirettore per il settore Etnologia e Altri Continenti dell'Enciclopedia Archeologica dell'Istituto della Enciclopedia Italiana.
Dal 1989 ha fatto parte, quale membro per l'Italia, dell'International Editorial Board della rivista “Ethnology” (Università di Pittsburgh).
È stato presidente dell'ASSLA (Associazione di Studi Sociali Latinoamericani); membro fondatore e, nel periodo 1990-1991, primo presidente della Société des Européanistes; direttore regionale per l'Italia e membro del consiglio direttivo della Asociación Latinoamericana para el Estudio de las Religiones (ALER); membro dalla fondazione del consiglio direttivo della S.I.A.M. (Società Italiana di Antropologia Medica) e dell'A.I.S.E.A (Associazione Italiana per le Scienze Etno-Antropologiche); socio fondatore della Sociedad de Historiadores Mexicanistas (SOHIME) di Madrid.
Il 13/11/1985 ha tenuto la lezione inaugurale della cattedra di antropologia sociale dell'Universidad Complutense di Madrid; in quell'occasione (15/11/1985) è stato anche invitato a tenere una conferenza-colloquio presso l'Università di Salamanca; nel 1986 è stato invitato come Maître de Recherche presso l'École pratique des hautes études della Sorbona di Parigi (V Section: Religion); nel giugno del 1988 ha tenuto un corso di dottorato presso la Universidad de Galicia di Santiago di Compostela; nel 1991 è stato nuovamente invitato come Maître de Recherche presso l'École des hautes études en sciences sociales di Parigi.
Conosceva le lingue inglese, francese, tedesca e spagnola.

## Recensioni e commemorazioni
1979
- H.G. Nutini, Recensione a “Gente di laguna”, L'Uomo 3, 2: 382-384.

1982
- F. Cuturi, Scheda bibliografica su “Padrini e compadri”, L'Uomo 6, 2: 410-411.

1991
- E.J. de Durand & J. de Durand-Forest, Recensione a “Los tres ejes de la vida”, Journal de la Société des Américanistes 77: 218-220.
- R. Lok, Recensione a “Los tres ejes de la vida”, European Review of Latin American and Caribbean Studies 50: 172-175.
- H.G. Nutini, Recensione a “I tre cardini della vita”, American Anthropologist 93: 750-751.
- G. Sanga, Nota su “I tre cardini della vita”, La Ricerca Folklorica 22: 147.

1994
- F. Báez-Jorge, “Italo Signorini (1935-1994)”, La Palabra y el Hombre 91: 200-204.
- E. Cerulli, “Alla ricerca di una lunga amicizia. Il mio ricordo di Italo Signorini”, La Ricerca Folklorica 29: 3-4.
- A.M. Cirese, “Per Italo Signorini”, Ossimori 4: 126-127.
- A.M. Cirese, Bulletin d'ethnologie” ??
- Maria Minicuci, “Je me souviens d'Italo Signorini...”, Ethnologie Française XXV, 3: 642-648.
- “Ricordo di Italo Signorini”, (La Redazione, M. Pavanello) L'Uomo 7 n.s., 1/2: 1-3.
- “Italo Signorini. Curriculum e bibliografia”, Ossimori 4: 127-130.

1995
- P. Burdi, “L'attività etnologica di un maestro: Italo Signorini (1935-1994)”, Lares 61, 4: 613-620.
- A. Lupo, “Italo Signorini” Annales 1994. Roma, Pontificia Università Urbaniana, pp. 107-110.
- A. Lupo, “Italo Signorini”, Cuadernos del sur 10: 125-130.
- H.G. Nutini, “Italo Signorini”, Anthropology Newsletter, March 1995, p. 42.
- M. Pavanello, “Ricordo di Italo Signorini”, Etnosistemi 2: 2-3.
- P.L. Clemente, “Italo Signorini e (?). Note per memoria”, Roma 5/5/1995.

1996
- C. Lisón Tolosana, “Italo Signorini (1935-1994). In memoriam”, Revista de Antropología Social 5: 9-10.

1999
- Alessandra Guigoni, “Homage to Italo Signorini”, Europaea, V, 1, 1999.